# Lucas Cranach stariji
Lucas Cranach stariji (Kronach, 1472. – Weimar, 16. listopada 1553.) bio je njemački slikar i grafičar. Uz Albrechta Dürera i Hansa Holbeina mlađeg najznačajniji je njemački slikar prve polovice 16. stoljeća.

## Životopis
Nakon školovanja kod oca i i boravka u Beču (1500. – 1503.), dolazi 1505. godine u Wittenberg i postaje dvorski slikar saskog izbornoga kneza, u čijoj je službi ostao do kraja života. Uživao je velik ugled, a kao oduševljeni pristaša reformacije kretao se u krugu istaknutih protestantskih pisaca i učenjaka, od kojih je mnoge portretirao (Martina Luthera, J. Cuspiniana).
Cranachovo slikarstvo razvijalo se u izoliranom ambijentu Wittenberga pa iako vremenski pripada renesansi, po tvrdoći crteža, plošnom tretiranju boje i izduženim likovima ono upućuje na formalne metode gotike. U ranim djelima probijaju snaga i sirovi naturalizam (Raspeće, oko 1500.). Potonji su mu radovi suzdržaniji u izrazu, u njima su jače naglašeni dekorativnost i reprezentativnost, što odgovara potrebama dvorske narudžbe. Obrađivao je antičke, mitološke i biblijske teme, koje je zaodjenuo u suvremeno ruho slikajući pažljivo detalje draperija i bogatih pejsažnih pozadina (Lot i kćeri, Judita s Holofernovom glavom, Parisov sud, Lov na jelene, Albrecht Brandenburški kao sv. Jeronim). Često je slikao motiv ženskog akta, ostvarivši u gracioznim i bolećivo-senzualnim likovima djevojaka vlastiti ideal ženskoga tijela (Venera, Lukrecija, Izvorska nimfa). Za razliku od donekle manirističkih velikih kompozicija, u mnogim portretima suvremenika najviše se približio renesansnim shvaćanjima (portreti bračnoga para Reuss, M. Buchnera, J. Schönera, autoportret).
Osobito su važne njegove grafike kojima je urešavao djela protestantske književnosti. Bio je među prvim grafičarima koji su radili drvoreze u bojama. Godinama je vodio veliku i vrlo aktivnu slikarsku radionicu, u kojoj su radila dva njegova sina, pa autorstvo mnogih djela koja su iz nje potekla nije posve sigurno.
Diljem katoličke Srednje Europe osobito je poznata bila njegova slika Marije Pomoćnice kršćana koja je bila višestruko umnažana i nalazila se na mnogim crkvenim oltarima, a kasnije i u kućanstvima.

## Vanjske poveznice
Mrežna mjesta
- Cranach Digital Archive(engl.) (njem.)
- cranach.net (njem.)